# 北フリジア諸島
北フリジア諸島、北フリースラント諸島（ドイツ語: Nordfriesische Inseln、北フリジア語:Nuurdfresk Eilunen）は、ドイツ北部シュレースヴィヒ＝ホルシュタイン州の、ワッデン海（一部は北海）にある諸島。最大の島はジルト島であり、ハリゲンと呼ばれる小さな泥炭地の島が多数ある。
ペルヴォルム島は、ノルトストラントとともにシュトランド島の一部であったが、1634年の洪水により、シュトランド島から分断された。
島々の周辺に干潟、塩性湿地や砂州からなる湿地システムがある。ゼニガタアザラシ、ハイイロアザラシ、ネズミイルカなどの海洋哺乳類が生息しており、ツクシガモなどの渡り鳥の餌場、繁殖地および越冬地でもある。北フリジア諸島と付近の海域は1990年にユネスコの生物圏保護区に指定され、1991年にラムサール条約登録地となった。

## 主要な島
- ジルト島
- フェール島
- アムルム島
- ペルヴォルム島
- ヘルゴラント島